# Matoszówka
Matoszówka (ukr. Моташівка) – wieś położona na Ukrainie, w rejonie łuckim, w obwodzie wołyńskim, liczy 25 mieszkańców.